# Pierre Kelekele Lituka
Pour les articles homonymes, voir Kelekele.
Pierre Kelekele Lituka est un catcheur congolais né vers 1942 dans la Province orientale en République démocratique du Congo et mort le 8 avril 2021 à Kisangani. Il était champion du monde de catch semi-lourd en 1974,,.

## Biographie
Pierre Kelekele Lituka se fait connaître dans son pays quand il devient champion du Zaïre de lutte en 1962. Il prétend à tort avoir été vice-champion d'Afrique de lutte dans sa catégorie de poids,.